# Oldroydia bidentata
Oldroydia bidentata är en blötdjursart som beskrevs av Is. Taki 1938. Oldroydia bidentata ingår i släktet Oldroydia och familjen Leptochitonidae. Inga underarter finns listade i Catalogue of Life.